# Bordj Ghdir
Bordj Ghdir är en ort i Algeriet.   Den ligger i provinsen Bordj Bou Arréridj, i den norra delen av landet, 190 km sydost om huvudstaden Alger. Bordj Ghdir ligger 1 088 meter över havet och antalet invånare är 34 136.
Terrängen runt Bordj Ghdir är kuperad. Runt Bordj Ghdir är det ganska tätbefolkat, med 160 invånare per kvadratkilometer. Närmaste större samhälle är Râs el Oued, 12,9 km öster om Bordj Ghdir. Omgivningarna runt Bordj Ghdir är i huvudsak ett öppet busklandskap.